# Ramaća
Ramaća (en serbe cyrillique : Рамаћа) est un village de Serbie situé dans la municipalité de Stragari (Kragujevac), district de Šumadija. Au recensement de 2011, il comptait 320 habitants.

## Démographie
| 1948  | 1953  | 1961 | 1971 | 1981 | 1991 | 2002 | 2011 |
| ----- | ----- | ---- | ---- | ---- | ---- | ---- | ---- |
| 1 212 | 1 108 | 930  | 751  | 612  | 454  | 340  | 320  |

|  |